# Rummelbach
Der Rummelbach ist ein 7 Kilometer langer linker Zufluss der Reppisch im Schweizer Kanton Aargau. Er durchfliesst die Gemeinden Oberwil-Lieli, Berikon, Rudolfstetten sowie Bergdietikon und entwässert dabei ein Gebiet von 9,2 Quadratkilometern.
Der Rummelbach floss in früherer Zeit durch ein Tobel ins Reusstal ab. Mit dem Rückzug des Reussgletschers bildete sich eine Wallmoräne, welche sich von Künten bis Lieli hinzieht, und so den Bach Richtung Reppischtal ableitete. Frühere Namen sind Rumpelbach und Rollenbach. Der Oberlauf trägt auf älteren Karten den Namen Fischgraben.

## Verlauf
Der Bach entspringt auf dem Gemeindegebiet von Oberwil-Lieli beim Waldstück Falterhau auf 585 m ü. M. Er fliesst anfangs in nordwestliche Richtung durch Berikon, wo er teilweise unter den Boden verlegt wurde. Hier macht er einen Bogen und fliesst nun in nordöstliche Richtung. Dabei folgt er nach dem kleinen Waldstück Gunzenbühl der Hauptstrasse Mutschellen – Dietikon und mündet schliesslich nördlich der Abwasserreinigungsanlage an der Grenze zum Kanton Zürich von links in die Reppisch.

## Hochwasser
Der Bach führt gewöhnlich wenig Wasser. Bei starken Regenfällen kommt aber das Wasser eines relativ grossen Einzugsgebietes in den Bach. Dies führte zuletzt im Frühjahr 1999 zu schweren Überschwemmungen. Weil der Übergang in die Röhre in Berikon den Wassermassen nicht gewachsen war, trat der Bach über die Ufer und überschwemmte einige Tiefgaragen und Häuser. Verschiedene Renaturierungsmassnahmen sowie ein verbesserter Hochwasserschutz haben mittlerweile das Problem entschärft und dem Bach wieder sein altes Bett zurückgegeben.